# Јелена Арсенијевић
Јелена Арсенијевић (Београд, 1967) српскa је сликарка и графичарка, запошљена у Народном музеју у Пожаревцу као препаратор.

## Биографија
Јелена Арсенијевић је рођена у Београду 1967. године, а средњу економску школу завршила је у Пожаревцу. У Фрајбургу завршила за аранжера, а графику изучавала код Грете Лауцингер у Цириху.
Члан је УЛИС „Милена Павловић Барили”, УЛУС-а (Удружење ликовних уметника Србије), Удружења „АРТ ДИСТРИKТ” и Удружења „АРТ KРУГ” Павле Миладиновић.
Живи и ради у Пожаревцу.

## Изложбе
Активно излаже од 1990. године на групним и самосталним изложбама у земљи и иностранству. Излагала у је Србији, Швајцарској, Шпанији, Израелу, Турској, Бугарској, Мађарској, Француској, Македонији, Црној Гори... Учесник је више међународних колонија и хуманитарних акција.

## Награде и признања
- 2. награда „Сликари браниоцима отаџбине” 2001.
- Специјална награда „Уметност у минијатури” 2010.
- Повеља културе града Пожаревца 2011.
- Специјална награда „Балатон салон” у Мађарској, 2017.
- Специјална награда „Вова” Мини Арт у Мађарској.